# الشخصان الآخران
الرجال الآخرون (بالإنجليزية: The Other Guys)‏ هو فيلم أكشن - كوميدي من إخراج آدم مكاي وبطولة ويل فيرل ومارك والبيرغ. وظهر في الفيلم عدد من مشاهير هوليوود مثل: دوين جونسون، صامويل جاكسون، مايكل كيتون، إيفا ميندز، ستيف كوجان وراي ستيفنسون.
ويعتبر هذا العمل المشترك هو الرابع بين المخرج آدم مكاي وويل فيرل، سبقها فيلم المذيع: أسطورة رون بورغاندي عام (2004) وفيلم ليالي تالاديجا: قصة ريكي بوبي عام (2006), وفيلم إخوة غير أشقاء عام (2008), وهو الوحيد الذي لم يشترك ويل في كتابته.

## القصة
تتناول أحداث الفيلم قصة شرطيين في نيويورك يتمكنان من تحقيق شهرة واسعة وسمعة جيدة إلى ان يظهر شرطيان اخران ينافساهما على ما وصلا اليه وتتوالى الأحداث .

## طاقم التمثيل
- ويل فيرل في دور - المحقق ألين غامبل.
- مارك والبيرغ في دور - المحقق تيري هويتز.
- دوين جونسون في دور - المحقق كريستوفر دانسون
- صامويل جاكسون في دور - المحقق هايسميث.
- مايكل كيتون في دور - النقيب جين ماش.
- إيفا ميندز في دور - الدكتورة شيلا غامبل.
- ستيف كوجان في دور - السير ديفيد إرشون.
- راي ستيفنسون في دور - روجر ويسلي.
- روب ريجل في دور - المحقق ايفان مارتن.
- روب هيبل في دور - الضابط واتس.
- دامون وايانز في دور - المحقق فوس.
- ليندساي سلون في دور - فرانسين.
- ناتالي زيا في دور - كريستينث.
- مايكل ديلاني في دور - بوب ليتلـفورد.
- فيولا هاريس في دور - ماما راموس.
- بريت غيلمان في دور - هال.
- أندي باكلي في دور - دون بيمان.
- بن شوارتز في دور - مساعد بيمان.
- بوبي كانفال في دور - جيمي.
- زاك وودز في دور - دوغلاس.
- سيمون فريمان في دور - الشرطي.
- شاكيم ايفانز في دور - الراقصة.

## الإنتاج
بدأ التصوير الرئيسي للفيلم في 23 سبتمبر 2009 في مدينة نيويورك، مع مشاهد إضافية تم تصويرها في ألباني وستاتن، في نيويورك.
قامت الشركة الأمريكية كيرنر إف أكس بعمل عملية المؤثرات البصرية، بما في ذلك مشهد تحطم طائرة الهليكوبتر.

## الإصدار

### شباك التذاكر
في اليوم الأول من إطلاقه (6 أغسطس 2010)، حقق الفيلم 13,124,233 دولار، وطرح لأول مرة يوم الجمعة. كان له افتتاح كبير في نهاية الأسبوع محققاً 35,543,162 دولار، حيث احتل المرتبة الأولى في البوكس أوفيس في نهاية أسبوع 06-08 أغسطس، 2010، متوفقاً على الفيلم المتصدر بداية. انتهى عرض الفيلم محققاً إيرادات بلغت 119,219,978 دولار في أمريكا الشمالية و51,212,949 دولار عالمياً، بمجموع إيرادات بلغت 222,914,481 دولار.

### ردود النقاد
حصل الفيلم على تقييم 79 بالمئة على موقع الطماطم الفاسدة بناءً على 35 مراجعة. بينما حصل على موقع ميتاكريتيك على تقييم 64 بالمئة بناءً على 35 مراجعة أيضًا.

### الجوائز والترشيحات
- جوائز الكوميديا 2010 - Comedy Awards
  - أفضل فيلم كوميدي (فاز).
  - أفضل ممثل فيلم كوميدي - ويل فيريل (مرشح).
  - أفضل مخرج فيلم كوميدي - آدم مكاي (مرشح).
- جوائز اختيار المراهقين 2011 - 2011 Teen Choice Awards
  - اختيار فيلم - كوميدي (مرشح).
  - اختيار ممثل فيلم كوميدي - ويل فيريل (مرشح).
  - اختيار ممثلة فيلم كوميدي - إيفا مينديز (مرشح).

## وصلات خارجية
- الموقع الرسمي
- الشخصان الآخران على موقع IMDb (الإنجليزية)
- الشخصان الآخران على موقع ميتاكريتيك (الإنجليزية)
- الشخصان الآخران على موقع روتن توميتوز (الإنجليزية)
- الشخصان الآخران على موقع نتفليكس (الإنجليزية)
- الشخصان الآخران على موقع قاعدة بيانات الأفلام العربية
- الشخصان الآخران على موقع ألو سيني (الفرنسية)
- الشخصان الآخران على موقع Turner Classic Movies (الإنجليزية)
- الشخصان الآخران على موقع أول موفي (الإنجليزية)
- الشخصان الآخران على موقع بوكس أوفيس موجو (الإنجليزية)
- الشخصان الآخران على موقع فيلمافينيتي (الإسبانية)